# Viljandi-See
Der Viljandi-See (estnisch: Viljandi järv) ist ein See bei der estnischen Stadt Viljandi im gleichnamigen Landkreis.
Seine Länge beträgt 4,33 km. Er umfasst eine Fläche von 158 Hektar. An seiner weitesten Stelle ist er 435 m breit.
Der Viljandi-See ist ein typischer Talsee: lang, mit hohem Ufer und verhältnismäßig tief. Die größte Tiefe liegt bei 11 m. Den Abfluss des Sees bildet der Fluss Raudna, der über die Flüsse Navesti und Pärnu in die Rigaer Bucht mündet.